# Мамин, Артём Витальевич
Артём Вита́льевич Ма́мин (25 июля 1997, Екатеринбург, Россия) — российский футболист. Выступает на позиции центрального защитника. Игрок клуба «Урал».

## Клубная карьера
Начал заниматься футболом в 7 лет в спортивной секции города Березовский, под Екатеринбургом, а в 9 лет перешёл в футбольную школу «Урала». В 2011 году вместе с «Уралом» пробился на всероссийский турнир — Кубок РФС в Сочи. Команда выступила неудачно, заняв 11-е место, однако Мамина пригласили на просмотр в московский «Спартак». Сыграв несколько товарищеских матчей, Артёма взяли в Академию.
С 2014 года начал выступать за молодёжный состав «Спартака», в составе которого дебютировал 31 июля в матче против «Рубина» (2:1). Зимой 2016 и 2017 годов находился в расположении второй команды — «Спартак-2» и принимал участие в Кубке ФНЛ. 1 апреля 2017 года дебютировал за «Спартак-2» в первенстве ФНЛ в победном матче против «Зенита-2» (2:1). 1 апреля 2018 года забил первый гол за «Спартак-2», отличившись в домашнем матче против «Олимпийца» (2:2).
6 мая 2018 года дебютировал за основной состав «Спартака» в матче РФПЛ против «Ростова», выйдя на замену на 89-й минуте вместо Софьяна Ханни.
7 августа 2019 года на правах свободного агента подписал долгосрочный контракт с екатеринбургским «Уралом».

## Международная карьера
С 2013 по 2016 год регулярно вызывался в юношеские сборные России (до 17), до 18 и до 19 лет.

## Личная жизнь
Младший брат Алексей Мамин (1999 г.р.) — также профессиональный футболист, вратарь «Урала» (в сезонах 2020/21—2022/23 играл на правах аренды за «КАМАЗ»).

## Достижения
«Спартак» (Москва)
- Победитель молодёжного первенства России: 2016/17